# Lasy we Wrocławiu
Lasy we Wrocławiu – według danych na 2006 rok zajmowały obszar około 2286,21 ha, co daje wskaźnik lesistości na poziomie 7,7% (w 2003 roku: 2381,1 ha, wskaźnik lesistości 8,1%). Wskaźnik ten dla Wrocławia jest niższy niż wskaźniki lesistości w większości innych, największych miastach Polski. Wskaźnik powierzchni lasu przypadający na 1 mieszkańca wynosi około 0,3 ara. Największe obszary leśne położone są wzdłuż wrocławskich rzek, w obszarach peryferyjnych miasta, oraz w zachodniej części miasta. Niektóre z obszarów leśnych stanowią naturalną kontynuację lasów ciągnących się także na obszarach już poza granicą administracyjną miasta (np. Las Zakrzowski, Las Mokrzański, Las Rędziński, Las Ratyński). Różna jest również struktura własności wrocławskich lasów. Pod względem powierzchni dominują lasy państwowe i lasy komunalne, niewiele jest lasów należących do osób prywatnych bądź osób prawnych. Lasy we Wrocławiu oceniane są jako cenne ekologicznie i przyrodniczo, stanowią podstawowy składnik ciągów przyrodniczych w mieście, tworzą większe ekosystemy razem z innymi obszarami zieleni, takimi jak parki, cmentarze, ogrody, ogródki działkowe, łąki itp.

## Nazewnictwo
Największym lasom oraz kompleksom leśnym mającym określone walory rekreacyjne, turystyczne i przyrodnicze, nadano oficjalne nazwy. Pochodzą one od nazwy osiedla, przy którym położony jest dany las. Mniejsze lasy często posiadają nazwy zwyczajowe stosowane przez mieszkańców, które z czasem, również zostają przyjęte za oficjalne. Stosowana jest tu podobna zasada tworzenia nazw: las lub czasem lasek, bierze swoją nazwę od nazwy osiedla, np. Lasek Oporowski lub Las Oporowski, rzadziej od innego obiektu, np. zakładu – Lasek Dolmelowski, Lasek Polarowski, ulicy – Lasek Bogedaina (nazywany też od nazwy osiedla Lasek Tarnogajski, obecnie Park Tarnogajski), itp. Istnieje także szereg obszarów o charakterze lasu bez określonej nazwy (np. las na Wyspie Opatowickiej, lasy nad Widawą w rejonie osiedla Świniary, lasy nad Odrą i Bystrzycą w rejonie Nowej Karczmy i Janówka, obszary ochronne o charakterze leśnym przy porcie lotniczym i na terenach wodonośnych Świątniki, obszary w rejonie Alei Ignacego Paderewskiego na osiedlu Zalesie i inne).
Oficjalne nazwy wybranym lasom nadała Rada Miejska Wrocławia uchwałą nr LXXI/454/93 z dnia 9 października 1993 r., ogłoszoną w Biuletynie Urzędowym RMW z 15 października 1993 r. Nr 11, poz.101, uchwalona na podstawie art. 18 ust 2 pkt 13 ustawy z dnia 8 marca 1990 roku  o samorządzie terytorialnym (Dz. U. Nr 16, poz. 95, ze zmianami).

## Struktura własności
Jak wyżej zaznaczono, w strukturze własności lasów na obszarze miasta Wrocławia, dominują lasy państwowe, następnie lasy komunalne, udział własności innych osób fizycznych bądź prawnych jest znikomy. Obrazuje to poniższe zestawienie.
| właściciel        | 2003 rok     | 2003 rok                    | 2006 rok     | 2006 rok                    | zarządzający                                       |
| właściciel        | powierzchnia | udział % w terenach leśnych | powierzchnia | udział % w terenach leśnych | zarządzający                                       |
| ----------------- | ------------ | --------------------------- | ------------ | --------------------------- | -------------------------------------------------- |
| Skarb Państwa     | 1340,6 ha    | 58,3%                       | 1360,66 ha   | 59,0%                       | Regionalna Dyrekcja Lasów Państwowych we Wrocławiu |
| Gmina Wrocław     | 925,4 ha     | 41,0%                       | 910,45 ha    | 40,0%                       | Zarząd Zieleni Miejskiej                           |
| własność prywatna | 15,1 ha      | 0,7%                        | 15,10 ha     | 1,0%                        | właściciel                                         |
| razem             | 2.281,1 ha   | 100%                        | 2.286,21 ha  | 100%                        |                                                    |

### Lasy państwowe
Lasy Państwowe w obszarze miasta Wrocławia podlegają jednemu z czterech nadleśnictw. Największą powierzchnię mają lasy podlegające nadleśnictwu Miękinia. Są to lasy położone w zachodniej części miasta. Obrazuje to poniższa tabela.
| nadleśnictwo     | powierzchnia [ha] | powierzchnia [ha] | powierzchnia [ha] | powierzchnia [ha] | powierzchnia [ha] | powierzchnia [ha] | obszar miasta     | lasy                                                      |
| nadleśnictwo     | 2003 rok          | 2003 rok          | 2003 rok          | 2006 rok          | 2006 rok          | 2006 rok          | obszar miasta     | lasy                                                      |
| nadleśnictwo     | leśna             | nieleśna          | razem             | leśna             | nieleśna          | razem             | obszar miasta     | lasy                                                      |
| ---------------- | ----------------- | ----------------- | ----------------- | ----------------- | ----------------- | ----------------- | ----------------- | --------------------------------------------------------- |
| Miękinia         | 1000,35           | 90,55             | 1090,9            | 1000,35           | 90,55             | 1090,9            | zachód            | Las Ratyński, Las Mokrzański, Las Leśnicki, Las Pilczycki |
| Oława            | 128,26            | 23,58             | 151,84            | 148,26            | 23,58             | 171,84            | południowy wschód | Las Strachociński                                         |
| Oleśnica         | 69,82             | 21,22             | 91,04             | 69,82             | 21,22             | 91,04             | północny wschód   | Las Zakrzowski                                            |
| Oborniki Śląskie | 6,88              |                   |                   | 6,88              |                   |                   | północ            |                                                           |
| razem            | 1205,31           | 135,35            | 1340,66           | 1225,31           | 135,35            | 1360,66           |                   |                                                           |

### Lasy komunalne
Lasy komunale to 25 kompleksów leśnych. Obszary tych lasów pozostają pod opieką Zarządu Zieleni Miejskiej Urzędu Miejskiego Wrocławia. Obecnie zajmują obszar 910,45 ha, co jest wynikiem sukcesywnego zwiększania powierzchni tych obszarów: w 1990 roku lasy komunalne zajmowały 674,00 ha, w 1993 roku było to 793,3 ha, od 1995 roku 868,00 ha, a od 1999 roku ponad 900 ha.
| kompleks          | powierzchnia [ha] | rejon              |
| ----------------- | ----------------- | ------------------ |
| Las Rędziński     | 407,58            | Rędzin             |
| Las Osobowicki    | 137,56            | Osobowice          |
| ul. Kosmonautów   | 137,56            | Gajowa             |
|                   | 47,43             | Nowy Dwór          |
| ul. Kozia         | 38,55             | Maślice Wielkie    |
| Las Rakowiecki    | 22,45             | Rakowiec – Siedlec |
| Las Sołtysowicki  | 21,76             | Sołtysowice        |
|                   | 20,58             | Pilczyce           |
| ul. Jeleniogórska | 17,13             | Stabłowice         |
| ul. Jeleniogórska | 17,13             | Stabłowice         |
| ul. Ślęzoujscie   | 16,70             | Maślice Małe       |
|                   | 10,90             | Opatowice          |
|                   | 10,57             | Strachocin         |
| Las Kuźnicki      | 9,36              | Kuźniki            |
| Las Oporowski     | 7,93              | Oporów             |
|                   | 7,40              | Wojnów             |
|                   | 6,49              | Gądów Mały         |
| pozostałe         | 33,40             |                    |
| razem             | 910,45            |                    |

## Wrocławskie lasy
Jak wyżej zaznaczono części kompleksom leśnym w obrębie miasta nadano nazwy własne stosowną uchwałą Rady Miejskiej Wrocławia. Poniżej przedstawiono zestawienie tych lasów.
| nazwa             | podstawa prawna | powierzchnia [ha] | własność  | fotografia |
| ----------------- | --------------- | ----------------- | --------- | ---------- |
| Las Kuźnicki      | § 1 pkt 34      | 9,36              | komunalny |            |
| Las Leśnicki      | § 1 pkt 30      | 38                | komunalny |            |
| Las Mokrzański    | § 1 pkt 29      | 680               | państwowy |            |
| Lasek Oporowski   | § 1 pkt 38      | 7,93              | komunalny |            |
| Las Osobowicki    | § 1 pkt 27      | 137,56            | komunalny |            |
| Las Pilczycki     | § 1 pkt 28      | 88                | państwowy |            |
| Las Rakowiecki    | § 1 pkt 35      | 22,45             | komunalny |            |
| Lasek Ratyński    | § 1 pkt 39      | 295               | państwowy |            |
| Las Rędziński     | § 1 pkt 31      | 407,58            | komunalny |            |
| Las Sołtysowicki  | § 1 pkt 36      | 21,76             | komunalny |            |
| Las Strachociński | § 1 pkt 32      | 139               | państwowy |            |
| Las Wojnowski     | § 1 pkt 33      | 18                | państwowy |            |
| Las Zakrzowski    | § 1 pkt 37      | 72                | państwowy |            |

## Drzewostan

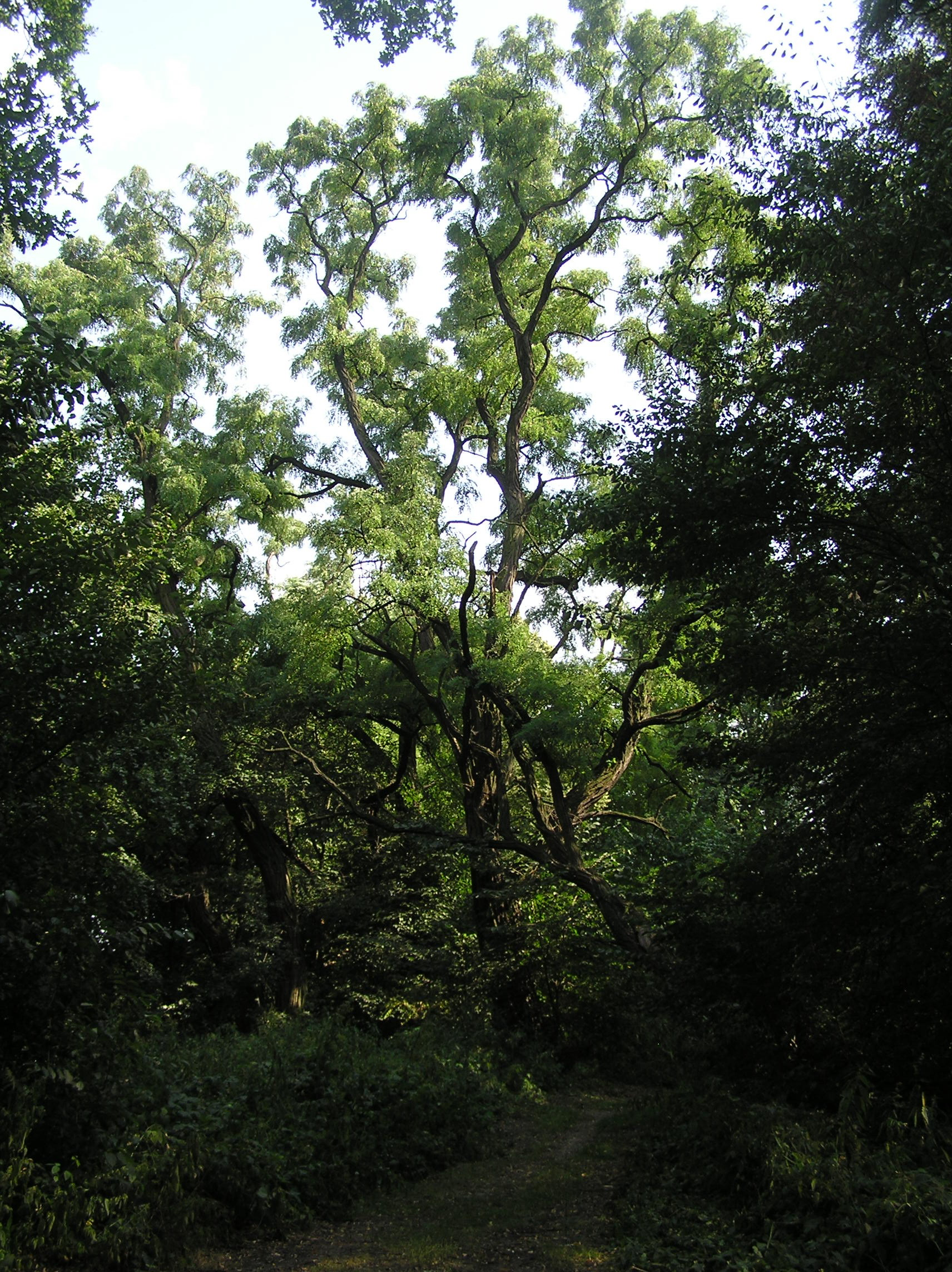
Las Pilczycki

Według danych z 2006 roku dominującym wśród wrocławskich lasów jest drzewostan z udziałem dębu – 57%, następnie sosny – 17%, i dalej odpowiednio: jesion – 6%, olsza – 5%, brzoza – 5%, świerk – 4%, grab – 2%, klon – 1%, topola – 1%. Przeciętny wiek drzewostanów wynosi 74 lata. Rozkład powierzchni lasu pod względem wieku drzewostanu jest dość równomierny. Pod względem rodzajów siedlisk leśnych dominują: las mieszany świeży, las świeży oraz las wilgotny. W zakresie zgodności gatunkowego drzewostanu z siedliskiem 10% wykazuje zgodność, 31% częściową zgodność, 59% brak zgodności.

## Funkcje i walory lasów

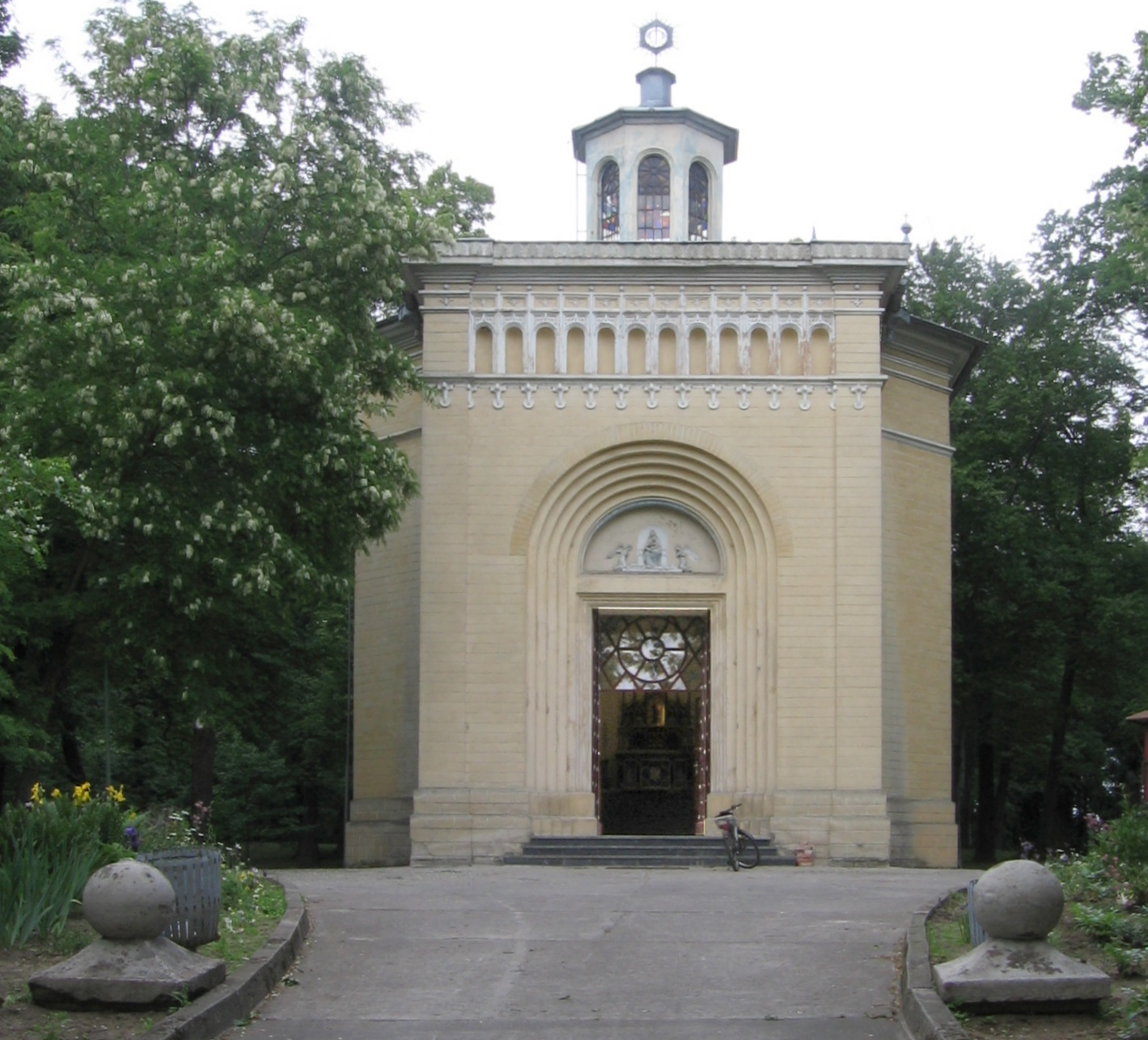
Wzgórze Kapliczne

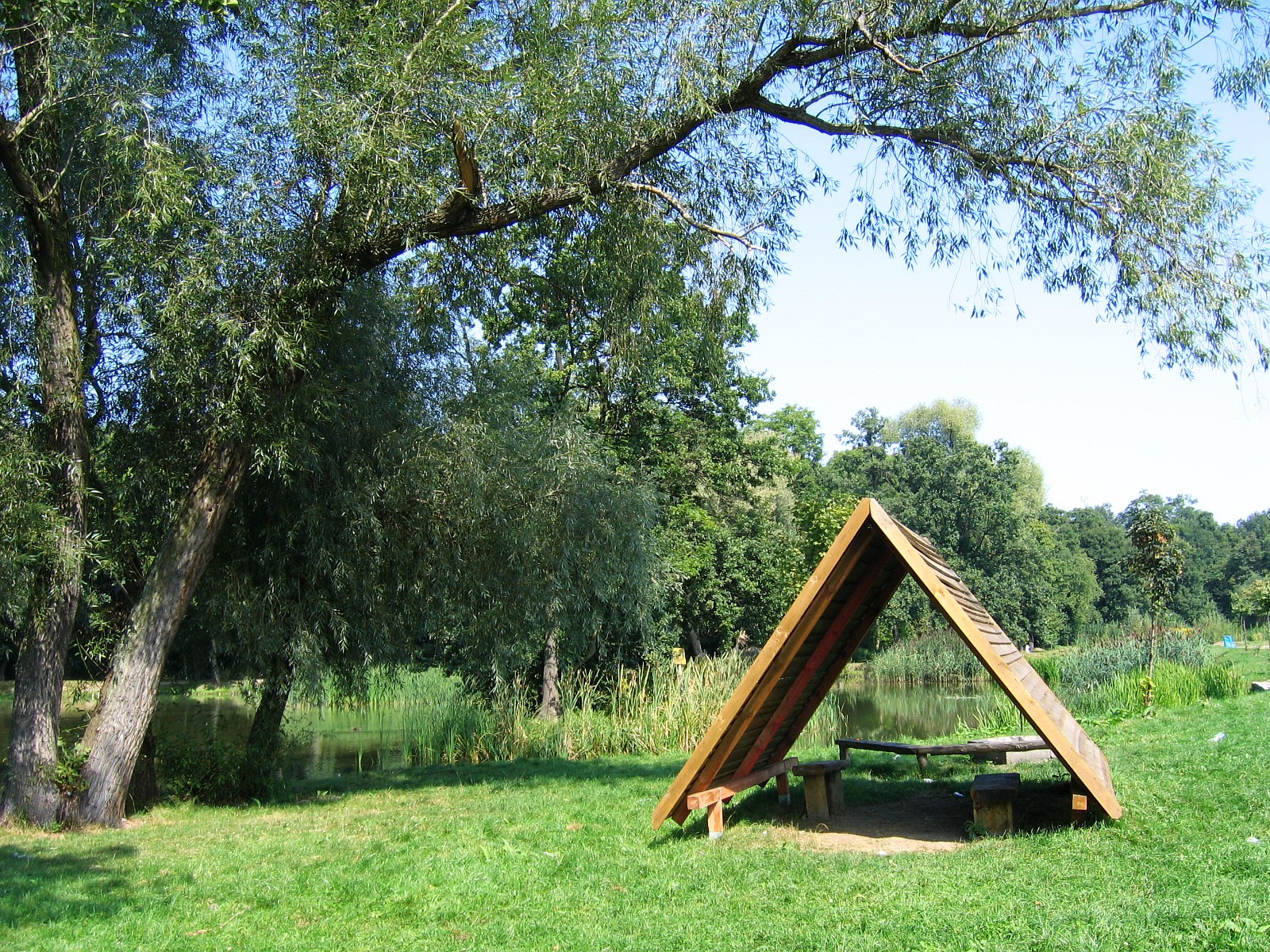
Las Sołtysowicki

Lasy w obrębie tak dużego miasta jak Wrocław, czwartego pod względem wielkości w Polsce, winny spełniać wiele dodatkowych funkcji, znacznie szerszych niż lasy ukierunkowane na optymalną produkcję drewna. Wrocławski lasy należą do II strefy zagrożeń przemysłowych. Szereg z tych funkcji, zwłaszcza w odniesieniu do lasów komunalnych oraz szeregu kompleksów leśnych w obszarze których zlokalizowane są cenne stanowiska archeologiczne, obiekty historyczne oraz pomniki przyrody, są wręcz znacznie ważniejsze, dominujące, w stosunku do produkcji drewna, która w tym przypadku stanowi jedynie efekt uboczny prawidłowej, choć zmodyfikowanej, gospodarki leśnej. Do najważniejszych funkcji lasów we Wrocławiu (a w szerszym kontekście także w całej aglomeracji wrocławskiej), należą funkcje:
- ochronna (ekologiczna)
- oddzielająca (np. osiedla mieszkaniowe od terenów przemysłowych)
- społeczna (w tym m.in. rekreacyjna, turystyczna, edukacyjna)
- krajobrazowa (architektoniczno–ozdobna)
- a w dalszej kolejności produkcyjna
- i inne.

Wśród walorów kulturowych, które znajdują się w obszarach wrocławskich lasów wymienić można między innymi:
- grodzisko w Lesie Mokrzańskim[1]
- grodzisko kultury łużyckiej i "Okopy Szedzkie" na Szańcu Szwedzkim w Lesie Osobowickim[1][2]
- Wzgórze Kapliczne (w tym grodzisko) w Lesie Osobowickim[1][2]
- grodzisko w Lesie Sołtysowickim[1], gród z XIII-XIV wieku otoczony fosą[2].

Lasy w obrębie miasta w zakresie możliwości wykorzystania dla wypoczynku, rekreacji i turystyki zostały podzielone na trzy strefy atrakcyjności: od I najbardziej atrakcyjnej (około 20% powierzchni lasów) poprzez II strefę (około 57% powierzchni lasów), do III najmniej atrakcyjnych obszarów pod względem dostępności (około 23% powierzchni lasów).